# Laiwu
Laiwu (xinès simplificat: 莱芜; xinès tradicional: 萊蕪; pinyin: Láiwú) va ser una ciutat a nivell de prefectura al centre de la província de Shandong, a la República Popular de la Xina. Limitava amb la capital provincial Jinan al nord, Zibo a l'est i Tai'an al sud-oest, era la ciutat més petita a nivell de prefectura de la província. Tenia una població d'1.298.529 segons el cens del 2010, tots vivint a la zona urbanitzada (o metropolitana) formada per dos districtes urbans i es va integrar a Jinan el 2019.
La ciutat-prefectura de Laiwu va ser annexada a Jinan, la capital provincial, el 9 de gener de 2019. Tant el Districte de Laicheng com el Districte de Gangcheng estan ara sota l'administració de Jinan. El Districte de Laicheng va passar a anomenar-se Districte de Laiwu després de l'annexió.